# Gethin Creagh
Gethin Creagh ist ein neuseeländischer Tontechniker und Tonmeister.

## Leben
Creagh wurde bei Television New Zealand als Tontechniker ausgebildet und begann seine Karriere im Filmstab 1973 beim australischen Fernsehen. Ab 1980 arbeitete er als Mischtonmeister beim Film, sein Debüt war Peter Collinsons Drama The Earthling. Dem folgten neuseeländische und australische Produktionen wie BMX-Bandits und Quiet Earth – Das letzte Experiment. 1994 war er als Tonmeister für Jane Campions Drama Das Piano für den BAFTA Film Award in der Kategorie Bester Ton nominiert. Mit Der Herr der Ringe: Die Gefährten und Der Herr der Ringe: Die zwei Türme war er Anfang der 2000er Jahre an den ersten beiden Filmen der Herr der Ringe Filmtrilogie beteiligt. 2002 war er für Der Herr der Ringe: Die Gefährten zusammen mit Christopher Boyes, Michael Semanick und Hammond Peek für den Oscar in der Kategorie Bester Ton nominiert, die Auszeichnung ging in diesem Jahr jedoch an den Kriegsfilm Black Hawk Down von Regisseur Ridley Scott. Auch bei der im selben Jahr ausgetragenen Verleihung der BAFTA Film Awards unterlag Der Herr der Ringe: Die Gefährten, hier gewann Moulin Rouge. Creagh war zwischen 1984 und 2010 vierzehn Mal für den AFI Award des American Film Institute nominiert, den er sechs Mal gewinnen konnte.

## Filmografie (Auswahl)
- 1981: Gallipoli
- 1983: BMX-Bandits (BMX Bandits)
- 1985: Quiet Earth – Das letzte Experiment (The Quiet Earth)
- 1992: Flucht aus dem Eis (Map of the Human Heart)
- 1993: Das Piano (The Piano)
- 1994: Betty und ihre Schwestern (Little Women)
- 1994: Rapa Nui – Rebellion im Paradies (Rapa Nui)
- 1996: The Frighteners
- 1998: Schweinchen Babe in der großen Stadt (Babe: Pig in the City)
- 1999: Schnee, der auf Zedern fällt (Snow Falling on Cedars)
- 2001: Der Herr der Ringe: Die Gefährten (The Lord of the Rings: The Fellowship of the Ring)
- 2002: Der Herr der Ringe: Die zwei Türme (The Lord of the Rings: The Two Towers)
- 2005: Boogeyman – Der schwarze Mann (Boogeyman)
- 2005: Mit Herz und Hand (The World’s Fastest Indian)
- 2007: 30 Days of Night
- 2010: Tomorrow, When the War Began
- 2011: Die Trauzeugen (A Few Best Men)
- 2014: I, Frankenstein
- 2019: Storm Boy

## Auszeichnungen (Auswahl)
- 2002: Oscar-Nominierung in der Kategorie Bester Ton für Der Herr der Ringe: Die Gefährten
- 1994: BAFTA-Film-Award-Nominierung  in der Kategorie Bester Ton für Das Piano
- 2002: BAFTA-Film-Award-Nominierung  in der Kategorie Bester Ton für Der Herr der Ringe: Die Gefährten